# Ingenio (re britannico)
Ingenio (Ingenius o Vigenius; fl. III secolo a.C.) fu, secondo la Historia Regum Britanniae di Goffredo di Monmouth, un re leggendario della Britannia.
Era il quarto figlio di re Morvido e fratello di Gorboniano, Archigallo, Eliduro e Pereduro.
Insieme al fratello Pereduro, attaccò l'altro loro fratello, re Eliduro di Britannia, a cui strapparono il trono. I due rinchiusero Eliduro in una torre a Trinovantum (Londra) e poi, invece di combattersi, si spartirono il regno: la Britannia a sud dell'Humber andò a Ingenio, e quella a nord a Pereduro. Dopo sette anni egli morì e tutto il regno andò a Pereduro.